# Sadelmakarbron

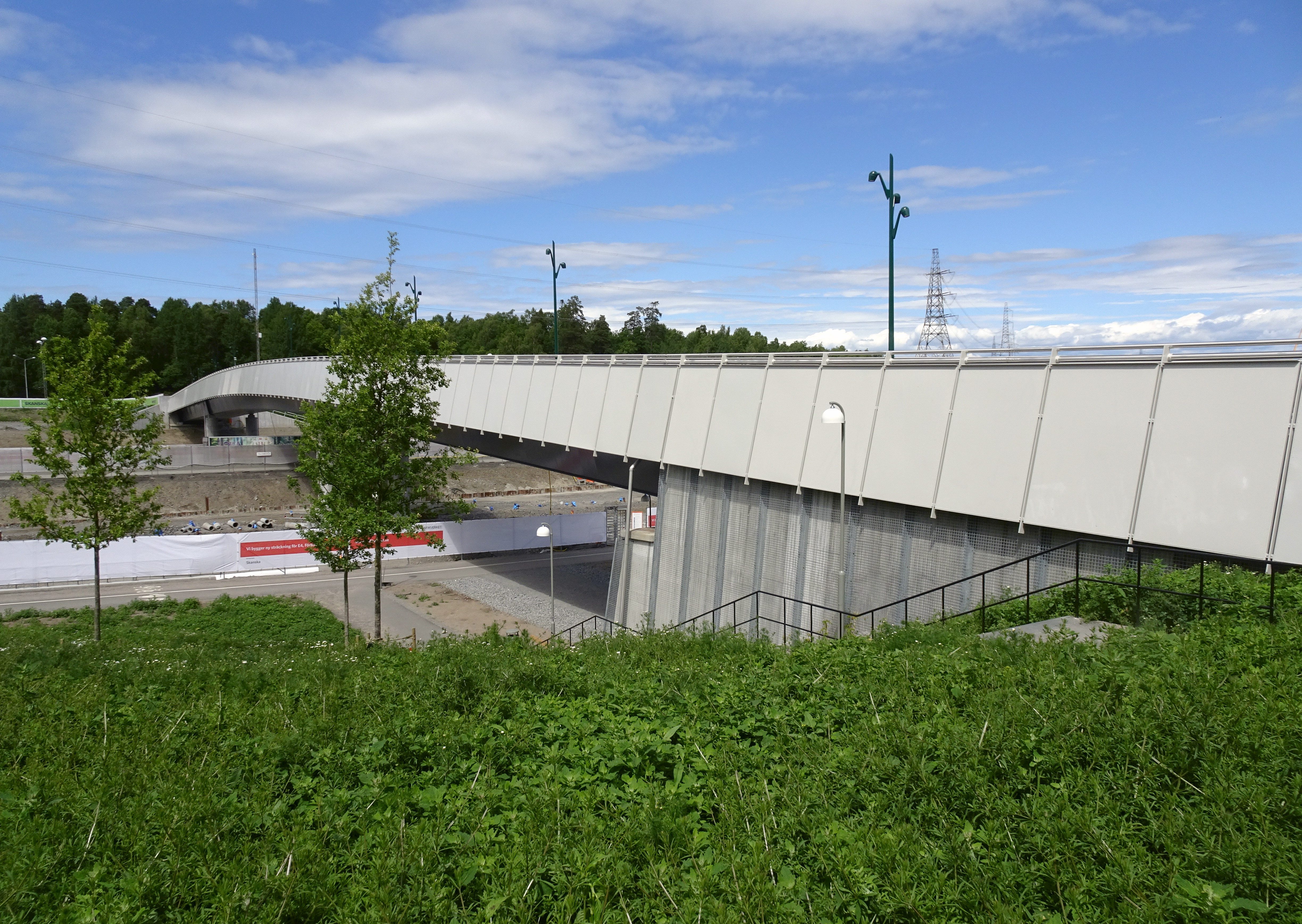
Sadelmakarbron i juni 2017.

Sadelmakarbron är en gång- och cykelbro över Södertäljevägen (E4/E20) vid Heron City. Bron sträcker sig mellan Huddinge kommun och Stockholms kommun. Bron invigdes den 6 maj 2017 och skall underlätta kommunikationerna mellan Skärholmens centrum och Kungens kurva.

## Beskrivning
Sadelmakarbron har sitt namn efter det numera försvunna Sadelmakartorpet som låg i närheten och lydde under säteriet Vårby gård. Bron ansluter till Skärholmsvägen i norr och  Månskärsvägen i söder och är en del av Trafikverkets projekt Förbifart Stockholm. Bron går över motorvägen E4/E20 där drygt 100 000 fordon passerar per dygn. 
Anläggningsarbetena med bron började under år 2014 och i februari 2017 öppnades bron för trafik. Den 6 maj 2017 följde den officiella invigningen med representanter från Huddinge kommun och Trafikverket. Bron är en cirka 230 meter lång och åtta meter bred stålkonstruktion. I bron finns även ledningar för fjärrvärme och fjärrkyla. Projektledare var Trafikverket, arkitekt var Ahlqvist & Almqvist arkitekter tillsammans med Grontmijs landskapsarkitekter och entreprenör var Peab. I arbete ingick bland annat ett tungt lyft på 120 ton, när brons 55 meter långa mittsektion i februari 2016 lyftes på plats. Brons beläggningsmönster och utsmyckning är utförda av Ramböll landskapsarkitekter på uppdrag av Huddinge kommun.

## Utsmyckning

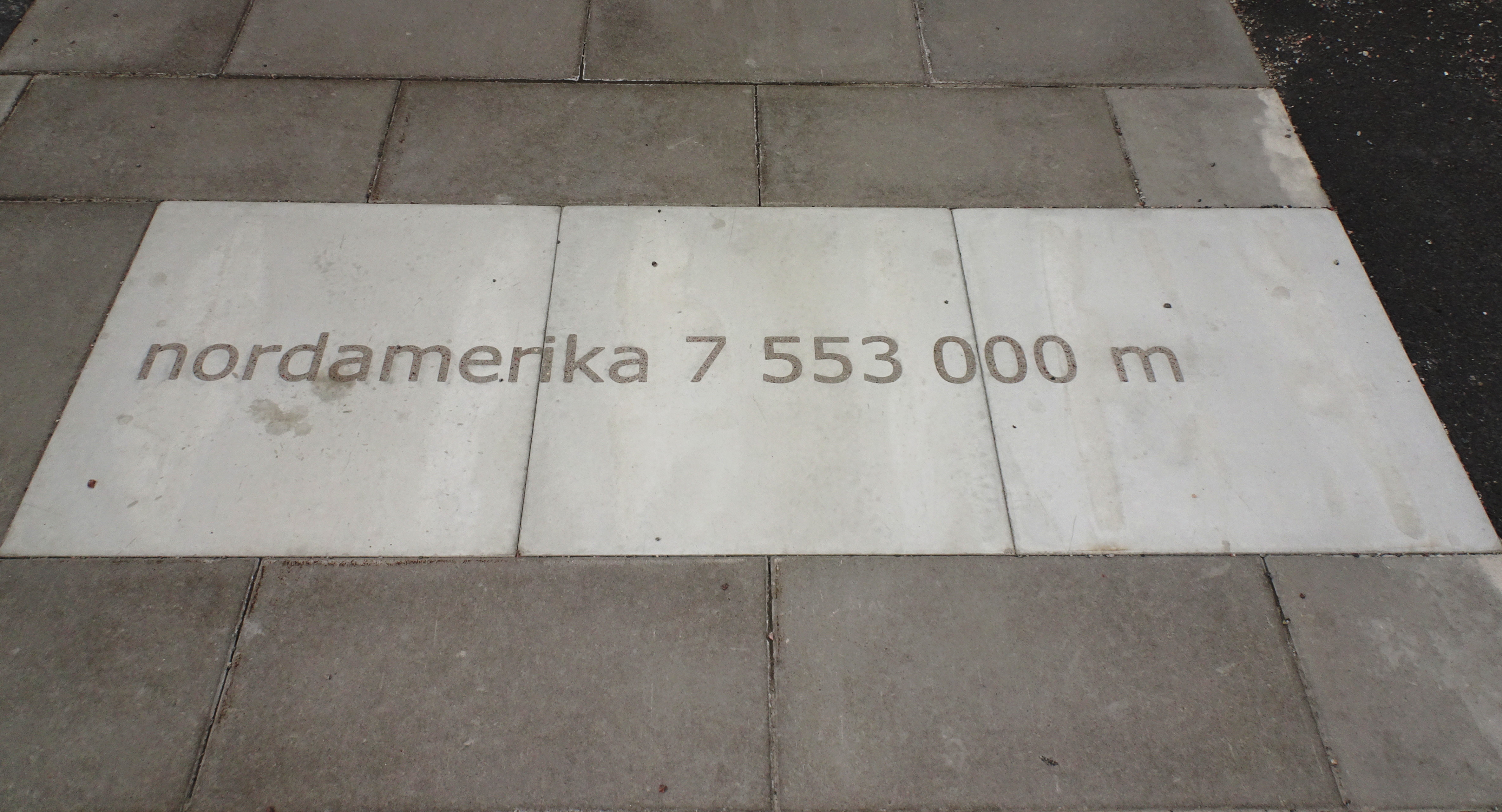
"nordamerika 7 553 000 m".

Infälld i brobanan finns ett antal betongplattor som bär elva, något humoristiska, geografiska måttangivelser, exempelvis: 
- stockholm stad 1 m
- skärholmen centrum 800 m
- asien 6 282 000 m
- australien 13 871 000 m
- nordamerika 7 553 000 m
- 43 meter över havet
- 6 meter över vägen
- månen 384 000 000 m

## Bilder

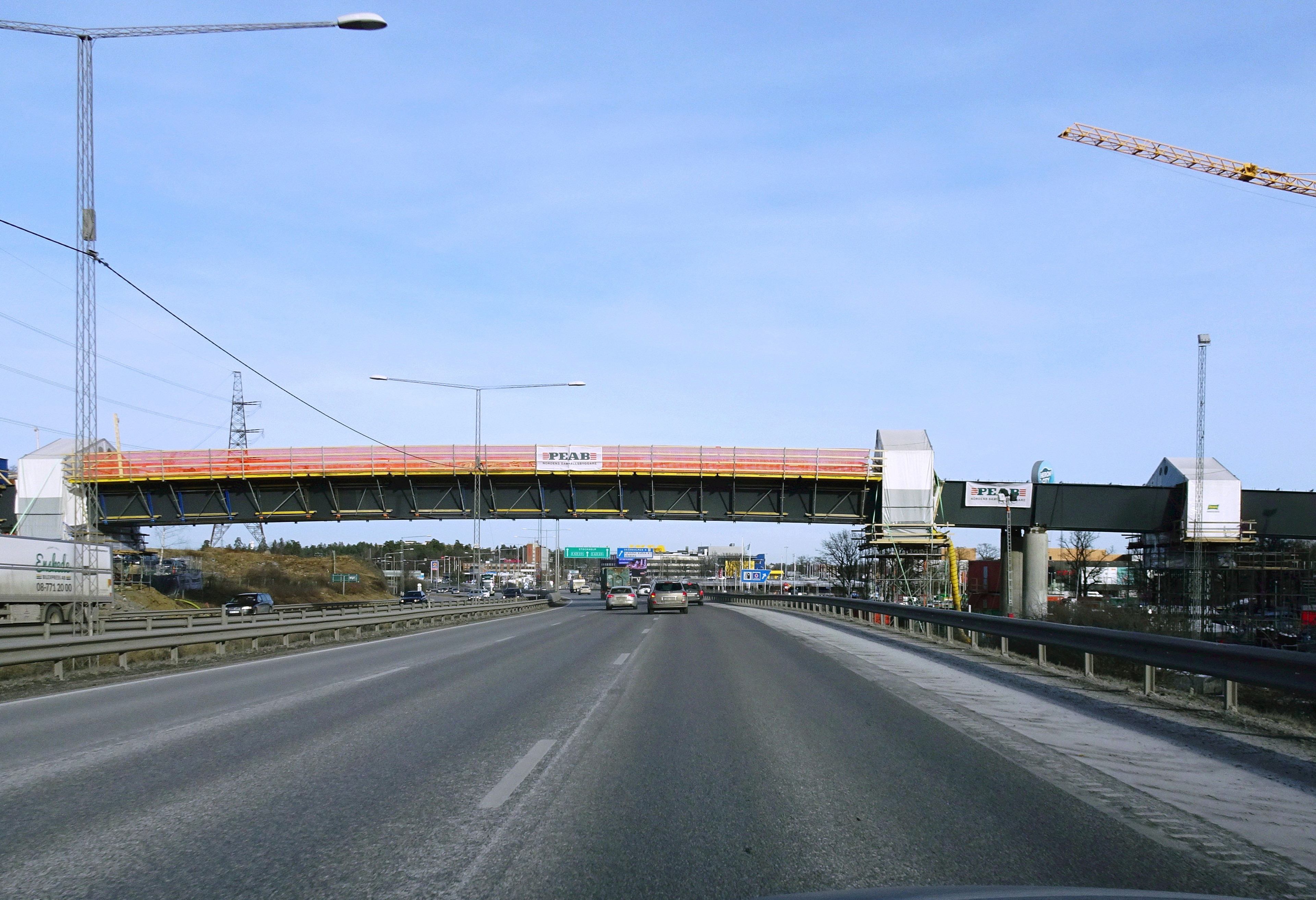
Brons mittsektion lyftes på plats, februari 2016
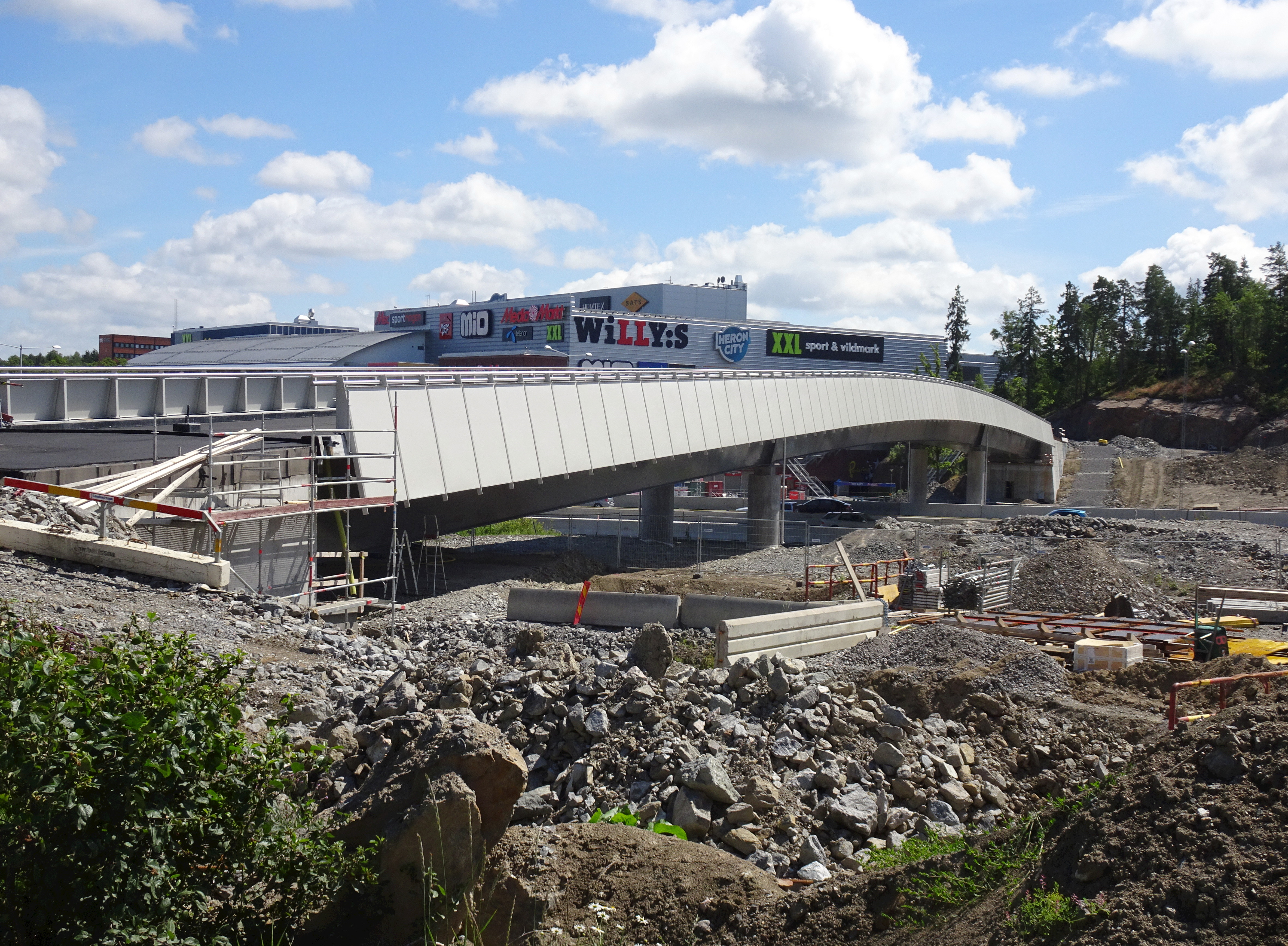
Bron i juli 2016, Heron City i bakgrunden.
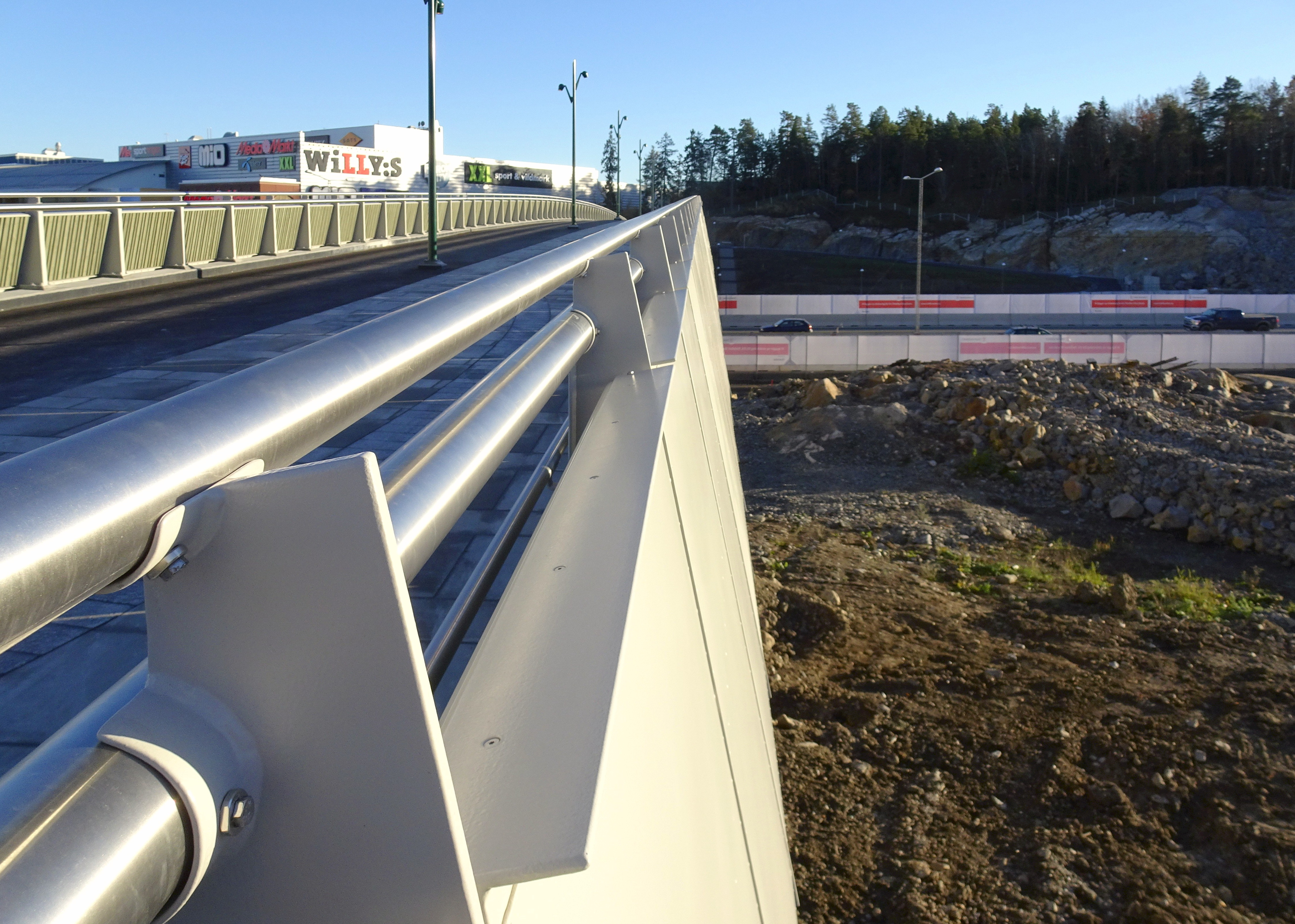
Broräcket i oktober 2016.
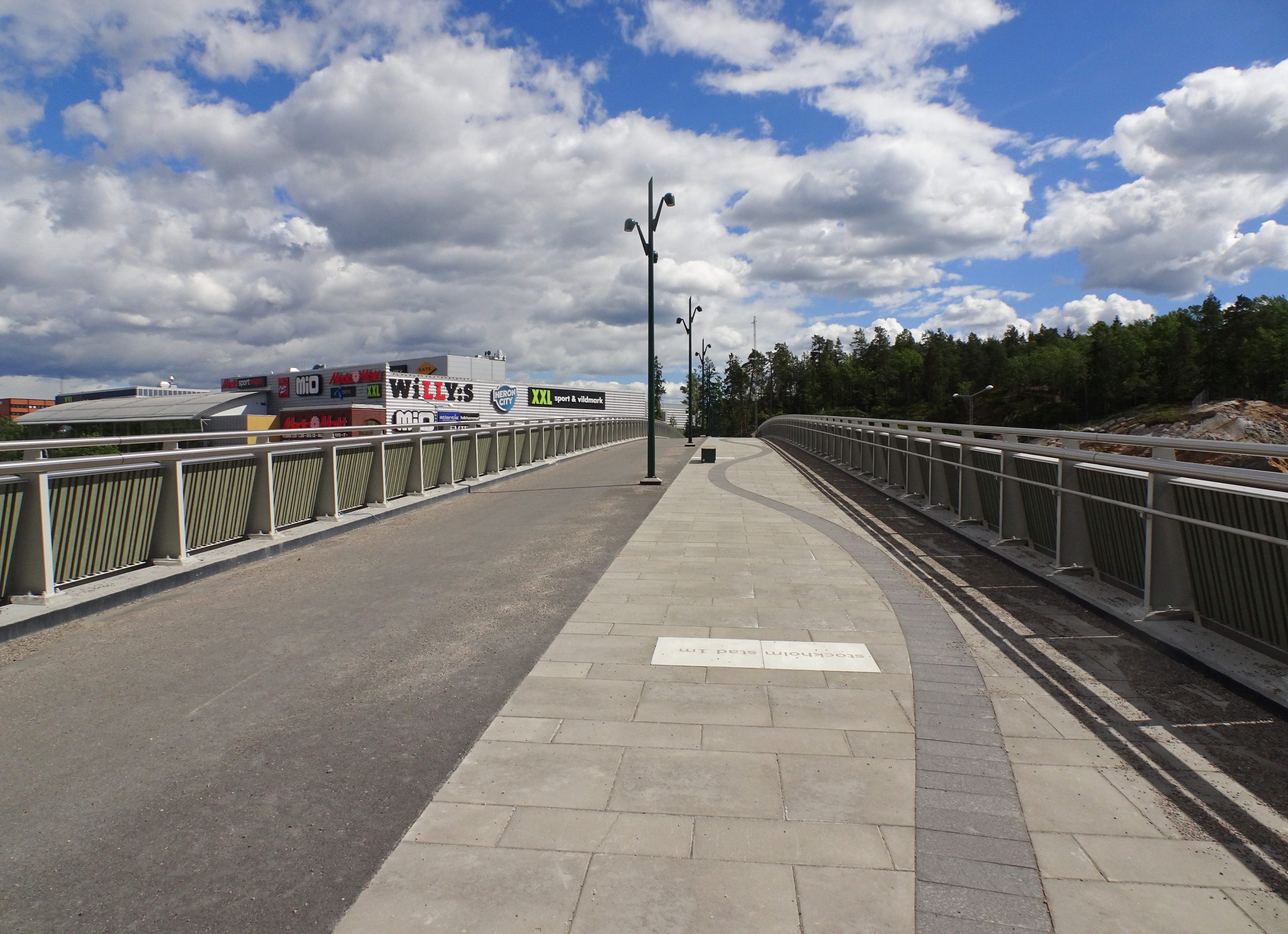
Brobanan i juni 2017.